# اچ‌ام‌اس ترینکومالی
اچ‌ام‌اس ترینکومالی (به انگلیسی: HMS Trincomalee) یک کشتی است که طول آن ۱۵۰ فوت ۴٫۵ اینچ (۴۵٫۸۳۴ متر) می‌باشد. این کشتی در سال ۱۸۱۷ ساخته شد.